# Nederlandse Publieke Omroep
A Nederlandse Publieke Omroep  (frequentemente abreviado para NPO, literalmente "Emissora Pública Neerlandesa"  ou "Fundação neerlandesa para radiodifusão pública" é uma organização pública de radiodifusão que administra serviços públicos de radiodifusão dos Países Baixos. A NPO é também o proprietária da licença de espectro de radiofrequências e das frequências públicas de DVB-T e DAB + .

## Media Act 2008
Para mais informações, consulte: "Mediawet 2008" na Wikipédia em holandês.
De acordo com o Artigo 2.2 da Lei de Média Neerlandesa de 2008, a NPO foi designada como a organização governamental do sistema público de radiodifusão dos Países Baixos até 2020. À frente da organização existem dois órgãos: o Conselho de Administração, que administra todo o sistema público de radiodifusão de televisão e rádio, e o Conselho de Supervisão.

## História
Antes da reorganização, em 2000, o sistema público neerlandês de radiodifusão era administrado por outra organização pública de radiodifusão, a Nederlandse Omroep Stichting (NOS).
Na sequência da vitória dos Países Baixos no Festival Eurovisão da Canção 2019, com a canção de Duncan Laurence, " Arcade", os Países Baixos e a NPO (em colaboração com AVROTROS e NOS) sediaram o Festival Eurovisão da Canção 2021.

## Objetivos
Os objetivos da NPO são:
- Promover a cooperação e a coesão entre os organismos nacionais de radiodifusão
- Fornecer aos radiodifusores tempo/espaço aéreo na mídia
- Distribuir o orçamento entre os radiodifusores
- Fornecer suporte de distribuição (vendas) e legendagem para as emissoras
- Realização de pesquisas independentes sobre a qualidade e imagem do consumidor de plataformas de rádio, televisão e web[3]

## Identidade visual

Logotipo do Nederlandse Publieke Omroep de 2000 à 2007
Logotipo do Nederlandse Publieke Omroep de 2007 à 2013
Logotipo do Nederlandse Publieke Omroep depois de 2013
Logotipo alternativo do Nederlandse Publieke Omroep depois de 2013

## Representação em organizações internacionais
A NPO é um membro ativo da União Europeia de Radiodifusão.

## Prémios
Em 2013, a NPO foi vencedora do prémio Prix Europa pelo Melhor Roteiro de Ficção na TV de um recém-chegado (pelo roteiro do filme O Defloramento de Eva Van End, escrito por Anne Barnhoorn em colaboração com a NPO).